# Felix Bastians
Felix Bastians (Bochum, Alemania, 9 de mayo de 1988) es un exfutbolista alemán que jugaba como centrocampista.

## Clubes
| Club                              | País       | Año       | Partidos |
| --------------------------------- | ---------- | --------- | -------- |
| Nottingham Forest F. C.           | Inglaterra | 2004-2008 | 18       |
| Northwich Victoria F. C. (cedido) | Inglaterra | 2006-2007 |          |
| F. C. Halifax Town (cedido)       | Inglaterra | 2007      |          |
| Gillingham F. C. (cedido)         | Inglaterra | 2007      |          |
| Chesterfield F. C. (cedido)       | Inglaterra | 2007      |          |
| Notts County F. C. (cedido)       | Inglaterra | 2008      |          |
| Milton Keynes Dons F. C. (cedido) | Inglaterra | 2008      |          |
| B. S. C. Young Boys               | Suiza      | 2008-2009 | 29       |
| S. C. Friburgo                    | Alemania   | 2009-2011 | 84       |
| Hertha BSC                        | Alemania   | 2011-2014 | 27       |
| VfL Bochum (cedido)               | Alemania   | 2013-2014 | 112      |
| VfL Bochum                        | Alemania   | 2014-2018 | 112      |
| Tianjin Teda                      | China      | 2018-2020 | 61       |
| Waasland-Beveren                  | Bélgica    | 2021      | 11       |
| Rot-Weiss Essen                   | Alemania   | 2021-2023 | 63       |